# Unió de Joves Treballadors d'Albània
La Unió de Joves Treballadors d'Albània (en albanès: Bashkimi i Rinisë së Punës së Shqipërisë) va ser l'organització juvenil del Partit del Treball d'Albània. Fundada el 23 de novembre de 1941 com la joventut de l'històric Partit del Treball d'Albània, era descrita oficialment com "la reserva forta i combativa del Partit". A més, era un dels pilars de l'estructura de la República Popular d'Albània.
La Unió operava sota la supervisió del PTA, amb els seus respectius òrgans locals i sectorials propis del centralisme democràtic. L'organització estava considerada com un dels apèndixs més importants del PTA. Els joves de la unió estaven organitzats de la mateixa manera que els seus majors, la Unió comptava amb comitès locals i de districte, així com òrgans majors, incloent un Buró Polític i un Comitè Central.
Els més de 200.000 militants que tenia la Unió rondaven entre els 15 i els 25 anys. La Unió tenia sota la seva responsabilitat tota l'organització de pioners, que comprenia a nens d'entre 7 i 14 anys, de la mateixa manera que existia en altres països socialistes.
A més de l'organització juvenil, com s'ha explicat més amunt, el conjunt del moviment comunista albanès comptava amb una organització infantil, anomenada Pioners d'Enver entre 1985 i 1991. Va començar en els anys de la resistència partisana durant la Segona Guerra Mundial.